# Marappanahalli, Sidlaghatta
Marappanahalli là một làng thuộc tehsil Sidlaghatta, huyện Chikkaballapur, bang Karnataka, Ấn Độ.